# Potée alsacienne
La potée alsacienne est un mets traditionnel de l'Alsace. À la recette classique avec le chou, il existe une variante connue sous le nom de baeckeoffe (Bäckeoffe (Bas-Rhin), Bäckaofa (Haut-Rhin) (« four à pain ») ou potée alsacienne aux trois viandes.
Cet article court présente un sujet plus développé dans : Potée.

## Ingrédients
Les divers ingrédients sont : jambonneau fumé, lard de palette fumée, épaule de porc fumé, saucisson à l’ail, pommes de terre, chou, carottes, navets, poireaux, gousses d’ail, bouquet garni, poivre, graines de coriandre et de genièvre.

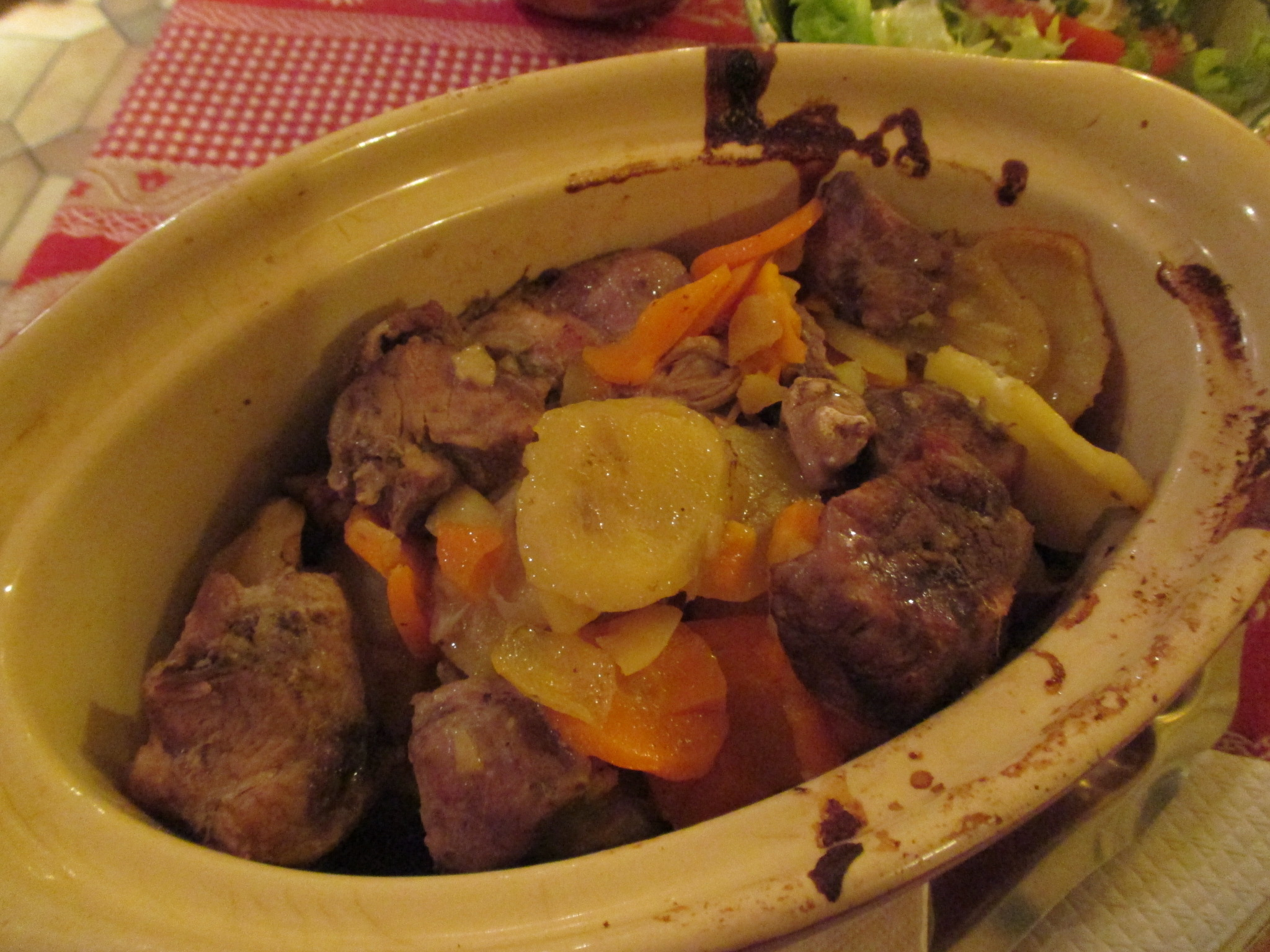
Potée aux trois viandes ou baeckeoffe.

## Variante
La potée aux trois viandes ou baeckeoffe, en alsacien, est à base de pommes de terre, de légumes, et d'un assortiment de viandes (agneau, bœuf et  porc), mariné, puis mijoté à l'étouffée plus de 24 heures dans une terrine spéciale, avec des épices, et du vin blanc du vignoble d'Alsace.

## Accord mets/vins
Sur une potée alsacienne classique, on peut sélectionner un vin blanc sec comme un Alsace pinot blanc, un vin rouge comme un Alsace pinot noir ou un madiran ; sur une potée aux trois viandes soit, en vin d'Alsace, un vin blanc comme un pinot blanc ou pinot gris, soit en vin rosé un pinot noir